# A gyerekmolesztálás nem mulatságos
A gyerekmolesztálás nem mulatságos (Child Abduction Is Not Funny) a South Park című rajzfilmsorozat 90. része (a 6. évad 11. epizódja). Elsőként 2002. július 24-én sugározták az Egyesült Államokban.

## Cselekmény
|  | Alább a cselekmény részletei következnek! |

A médiában rendre bemutatott emberrablások, terrortámadások és lövöldözések hatására a South Park-i szülők egyre jobban aggódni kezdenek gyermekeikért. Az iskolások közül Tweek ijed meg a legjobban és állandó üldözési mániáját még szülei is fokozzák, azáltal, hogy otthonukat számos zárral szerelik fel és drasztikus módszerekkel ellenőrzik fiuk éberségét. Miután Tweeket egy, magát az „Emberi jóság szellemének” kiadó Johnson nevű férfi majdnem elrabolja, a szülők riadót fújnak.
A modern technikát kihasználva gyerekeiket robusztus nyomkövető készülékekkel látják el és mindenhová követik őket, még az iskolába is. Továbbá a város egyetlen ázsiai származású lakosát, az étteremtulajdonos Tuong Lou Kimet felkérik arra, hogy a kínai nagy falhoz hasonló építményt emeljen a város köré. Amikor a legújabb hírek szerint a gyermekrablásokat döntő többségben rokonok és ismerősök követik el, az addig jó kapcsolatokat ápoló felnőttek hirtelen kerülni kezdik egymást.
Mr. Kim vonakodva elvállalja a fal építését, melyet puszta kézzel, egyedül végez el. Már majdnem teljesen be is fejezi az építkezést, amikor váratlanul egy csapat mongol támad az épülő falra, komoly károkat okozva benne. Toung Lou Kim hiába igyekezik, nem tud szembeszállni a nála sokkal ravaszabb mongolokkal, akik hőkövető rakétát és egy édes-savanyú szósszal megtöltött trójai falovat is bevetnek ellene. A friss hírek tanúsága szerint a legtöbb gyerekrablást a szülők követik el saját gyermekeik ellen, ezért South Parkban a felnőttek úgy döntenek, az egyetlen megoldás, ha minden gyereket elküldenek a városból; így ha nem tudják, hol vannak, még véletlenül sem tudják elrabolni őket.
Egy héten belül a száműzött gyerekek már a mongolok közt élnek, akiknek a nyelvét is elsajátítják. A háborúra készülő Mr. Kim harci szerelést ölt és így várja a mongol támadókat, de amíg azok elterelik a figyelmét, a háta mögött a gyerekek felrobbantják a falat. A helyszínre érkező szülők visszafogadják gyermekeiket (miután a felnőttek ostoba módon azt hiszik, azok egy hét után már teljesen elfelejtették őket) és belátják, hogy túlreagálták az eseményeket. Igazat adnak a mongoloknak, akik felismerték, hogy az elzárkózás nem jelenthet megoldást. A polgármester elrendeli, hogy Mr. Kim bontsa le a falat, aki ezt dühösen veszi tudomásul.

## Utalások
- McDaniels polgármester mondata („Mr. Kim, bontsa le ezt a nagy falat!”) célzás lehet Ronald Reagan elnök híres szavaira, a berlini fallal kapcsolatban: „Gorbacsov úr, döntse le ezt a falat!”.
- Az Emberi jóság szellemének alakja utalás Charles Dickens Karácsonyi ének című művére. Miután a magát szellemnek kiadó bűnözőt elfogják a rendőrök, a „szellem” a Scooby-Doo rajzfilmsorozat egy visszatérő mozzanatát idézi fel, mikor azt mondja: …és még sokáig rabolgattam volna (mármint a gyerekeket), ha maguk hülyék nem avatkoznak közbe!”. A Scooby-Doo epizódjainak végén az elfogott gonosztevők mindig azt mondják: …és sikerült is volna, ha nincsenek ezek a kotnyeles kölykök!”.
- Tuong Lou Kim mondata, miután egy hatalmas fegyvert vesz elő: „Köszönjetek a kis baromnak (barátomnak)!” (angolul „Say hello to my little friend!”) egyenes utalás A sebhelyesarcú című 1983-as filmre.

## Érdekességek
- Tweek ebben a részben szerepel utoljára, mint hivatalos negyedik barát.